# Benue-Kongo-Sprachen
Die Benue-Kongo-Sprachen bilden zusammen mit den Kwa-Sprachen den Südzweig der Volta-Kongo-Sprachen, eines Primärzweigs des Niger-Kongo.
Die rund 900 Benue-Kongo-Sprachen werden von über 270 Millionen Menschen in West-, Zentral- und Südafrika gesprochen. Das Benue-Kongo zerfällt in zwei ungleich große genetische Untereinheiten, nämlich West-Benue-Kongo (70 Sprachen mit knapp 50 Mio. Sprechern in Togo, Benin und Nigeria) und Ost-Benue-Kongo (830 Sprachen mit 225 Mio. Sprechern in Südost-Nigeria und ganz Zentral- und Südafrika). Ost-Benue-Kongo schließt insbesondere die große Familie der Bantusprachen mit ein.

## Entwicklung des Begriffs
Der Name Benue-Kongo wurde von Joseph Greenberg 1963 geprägt, der diese Gruppe in vier Einheiten teilte: Platoid, Jukunoid, Cross River und Bantoid. Nach Shimizu (1975) und Gerhardt (in Bendor-Samuel 1989) wurden Platoid und Jukunoid als Zentral-Nigerianisch zusammengefasst. Bennett und Sterk (1977) erweiterten Benue-Kongo durch die östlichen Gruppen von Greenbergs Kwa, nämlich Yoruboid, Edoid, Igboid, Nupoid und Idomoid. Diese Gruppen wurden dann von Blench 1989 als West-Benue-Kongo vereinigt, während das ursprüngliche Greenbergsche Benue-Kongo zum Ost-Benue-Kongo wurde. Ohiri-Aniche vermuteten 1999, dass die Sprache Ukaan (vielleicht zusammen mit dem Akpes) ein Bindeglied zwischen West- und Ost-Benue-Kongo bildet, Connell (1998) schlug dagegen das Cross River als ein solches Bindeglied vor. In der vorliegenden Klassifikation nach Williamson-Blench (in Heine-Nurse 2000) wird Cross River zum Ost-Benue-Kongo gerechnet, Ukaan und Akpes (die möglicherweise eine Einheit bilden) dagegen zum West-Benue-Kongo.

## Klassifikation des Benue-Kongo

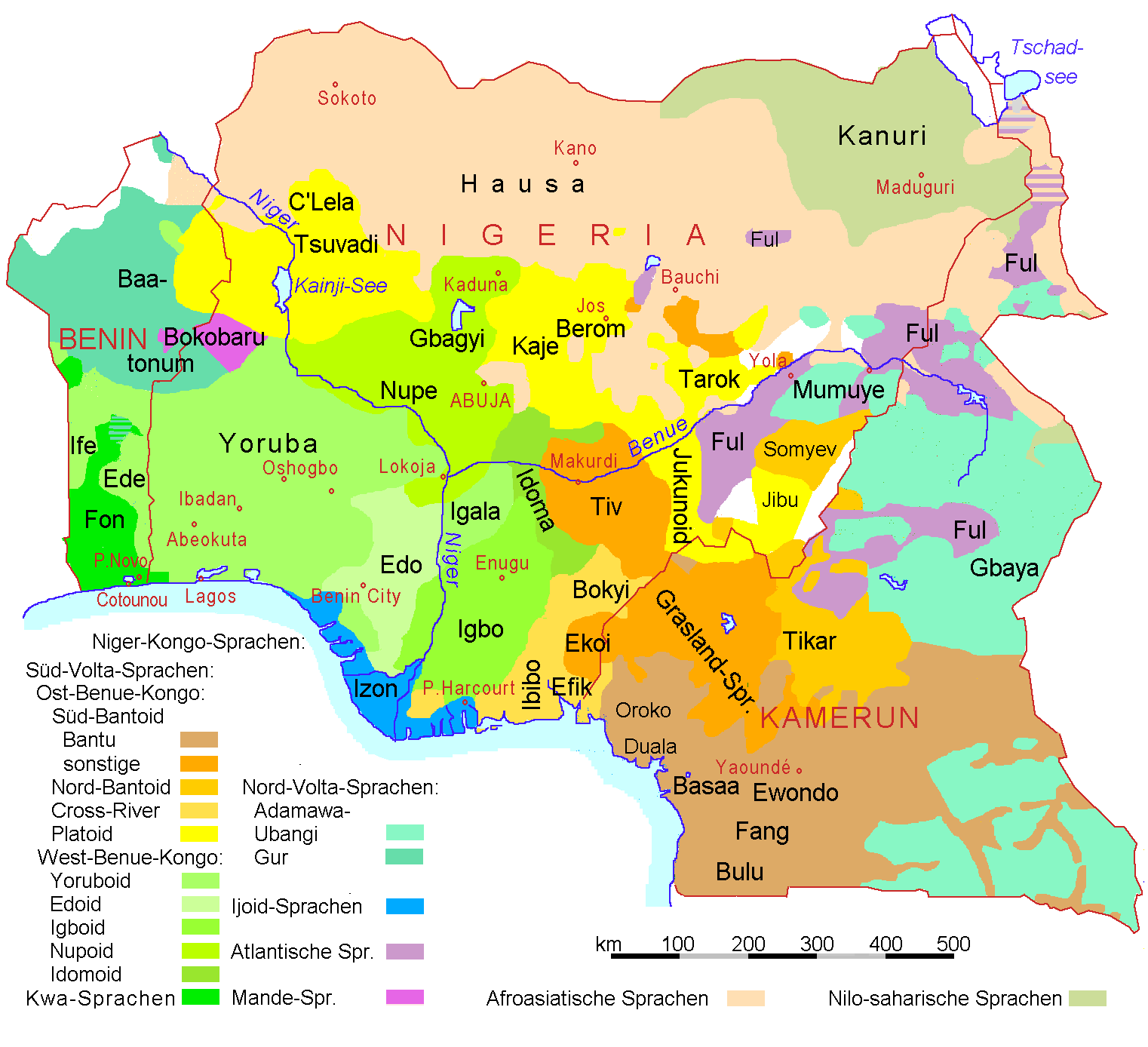
Geografie der Benue-Kongo-Sprachen, Bantugebiet nur angeschnitten

Klassifikation des Benue-Kongo nach Williamson-Blench 2000
- Benue-Kongo
  - West-Benue-Kongo
    - Yoruboid
    - Edoid
    - Akokoid
    - Igboid
    - Nupoid
    - Idomoid

  - Ost-Benue-Kongo
    - Platoid oder Zentral-Nigerianisch
      - Kainji
      - Plateau (mehrere Einheiten)
      - Tarokoid
      - Jukunoid

    - Bantoid-Cross
      - Cross River
      - Bantoid

Die sprachlichen Eigenschaften der Benue-Kongo-Sprachen werden in den Artikeln West-Benue-Kongo, Platoide Sprachen, Cross River und Bantoide Sprachen behandelt.

## Die bedeutendsten Benue-Kongo-Sprachen
In der folgenden Tabelle sind die Benue-Kongo-Sprachen mit mindestens 3 Mio. Sprechern mit der Angabe ihrer Sprecherzahl (inklusive der Zweitsprecher), ihrer Kurzklassifikation und ihres Verbreitungsgebietes aufgeführt. Es gibt insgesamt 26 Benue-Kongo-Sprachen mit mindestens 3 Mio. Sprechern, davon gehören alle außer Yoruba, Igbo und Efik zu den Bantusprachen.
Benue-Kongo-Sprachen mit mindestens 3 Millionen Sprechern
| Sprache    | Alternativ- Name   | Sprecher- zahl | Klassifizierung              | Hauptverbreitungsgebiet                                   |
| ---------- | ------------------ | -------------- | ---------------------------- | --------------------------------------------------------- |
| Swahili    | Kiswahili          | 30–40 Mio      | Ost-Benue-Kongo, Bantu G40   | Tansania, Kenia, Uganda, Ruanda, Burundi, Kongo, Mosambik |
| Yoruba     | Yariba             | 20–30 Mio      | West-Benue-Kongo, Yoruboid   | Südwest-Nigeria, Benin, Togo                              |
| Igbo       | Ibo                | 18 Mio         | West-Benue-Kongo, Igboid     | Südost-Nigeria                                            |
| Shona      | Chishona           | 11 Mio         | Ost-Benue-Kongo, Bantu S10   | Simbabwe, Sambia                                          |
| Zulu       | Isizulu            | 10 Mio         | Ost-Benue-Kongo, Bantu S40   | Südafrika, Lesotho, Eswatini, Malawi                      |
| Nyanja     | Chichewa           | 10 Mio         | Ost-Benue-Kongo, Bantu N30   | Malawi, Sambia, Mosambik                                  |
| Lingála    | Ngala              | 9 Mio          | Ost-Benue-Kongo, Bantu C40   | Kongo, Kongo-Brazzaville                                  |
| Rwanda     | Kinyarwanda        | 8 Mio          | Ost-Benue-Kongo, Bantu J60   | Ruanda, Burundi, Uganda, Kongo                            |
| Xhosa      | Isixhosa           | 7,5 Mio        | Ost-Benue-Kongo, Bantu S40   | Südafrika, Lesotho                                        |
| Luba-Kasai | Chiluba            | 6,5 Mio        | Ost-Benue-Kongo, Bantu L30   | Kongo                                                     |
| Gikuyu     | Kikuyu             | 5,5 Mio        | Ost-Benue-Kongo, Bantu E20   | Kenia                                                     |
| Kituba     | Kutuba             | 5 Mio          | Ost-Benue-Kongo, Bantu H10   | Kongo, Kongo-Brazzaville (Kongo-basierte Kreolsprache)    |
| Ganda      | Luganda            | 5 Mio          | Ost-Benue-Kongo, Bantu J10   | Uganda                                                    |
| Rundi      | Kirundi            | 5 Mio          | Ost-Benue-Kongo, Bantu J60   | Burundi, Ruanda, Uganda                                   |
| Makhuwa    | Makua              | 5 Mio          | Ost-Benue-Kongo, Bantu P30   | Mosambik                                                  |
| Sotho      | Sesotho            | 5 Mio          | Ost-Benue-Kongo, Bantu S30   | Lesotho, Südafrika                                        |
| Tswana     | Setswana           | 5 Mio          | Ost-Benue-Kongo, Bantu S30   | Botswana, Südafrika                                       |
| Mbundu     | Umbundu            | 4 Mio          | Ost-Benue-Kongo, Bantu R10   | Angola (Benguela)                                         |
| Pedi       | Sepedi, Nord-Sotho | 4 Mio          | Ost-Benue-Kongo, Bantu S30   | Südafrika, Botswana                                       |
| Luyia      | Luluyia            | 3,6 Mio        | Ost-Benue-Kongo, Bantu J30   | Kenia                                                     |
| Bemba      | Chibemba           | 3,6 Mio        | Ost-Benue-Kongo, Bantu M40   | Sambia, Kongo                                             |
| Tsonga     | Xitsonga           | 3,3 Mio        | Ost-Benue-Kongo, Bantu S50   | Südafrika, Mosambik, Simbabwe                             |
| Sukuma     | Kisukuma           | 3,2 Mio        | Ost-Benue-Kongo, Bantu F20   | Tansania                                                  |
| Kamba      | Kikamba            | 3 Mio          | Ost-Benue-Kongo, Bantu E20   | Kenia                                                     |
| Mbundu     | Kimbundu           | 3 Mio          | Ost-Benue-Kongo, Bantu H20   | Angola (Luanda)                                           |
| Efik       | Calabar            | 2–3 Mio        | Ost-Benue-Kongo, Cross River | Nigeria (Cross River State)                               |

Die Sprecherzahlen basieren auf dem unten angegebenen Weblink zu Klassifikation der Benue-Kongo-Sprachen. Kongo steht für die Demokratische Republik Kongo, Kongo-Brazzaville für die Republik Kongo.
Die Klassenpräfixe für Bantu-Sprachnamen (z. B. ki-, chi-, lu-, se-, isi-) werden in der sprachwissenschaftlichen Literatur heute üblicherweise nicht mehr verwendet. Auch in diesem Artikel wird die Kurzform ohne Präfix benutzt, also z. B. Ganda statt Luganda; die Langform mit Präfix ist als Alternativname angegeben. Die Nummern der Bantusprachen (z. B. G40) geben die Einteilung in die Guthrie-Zonen wieder (G40 = Zone G, Zehnergruppe 40; siehe Bantusprachen).

### Afrikanische Sprachen
- Joseph Greenberg: The Languages of Africa. Mouton, The Hague and Indiana University Center, Bloomington 1963.
- Bernd Heine und andere (Hrsg.): Die Sprachen Afrikas. Buske, Hamburg 1981.
- Bernd Heine, Derek Nurse (Hrsg.): African Languages. An Introduction. Cambridge University Press, Cambridge u. a. 2000, ISBN 0-521-66178-1. Darin: Kay Williamson und Roger Blench: Niger-Congo.
- John Bendor-Samuel (Hrsg.): The Niger-Congo Languages: A Classification and Description of Africa's Largest Language Family. University Press of America, Lanham, New York, London 1989.
 Darin: Kay Williamson: Benue-Congo Overview.

### Zur Klassifikation
- Merritt Ruhlen: A Guide to the World's Languages. Classification. Arnold, Stanford 1987.
- Diedrich Westermann: Die westlichen Sudansprachen und ihre Beziehungen zum Bantu. Mitteilungen des Seminars für orientalische Sprachen. Berlin 1927.
- Joseph Greenberg: Studies in African Linguistic Classification. Southwestern Journal of Anthropology 1949–1950.
- Kiyoshi Shimizu: A Lexicostatistical Study of Plateau Languages and Jukun. Anthropological Linguistics 17. 1975.
- Patrick Bennett and Jan Sterk: South Central Niger-Congo: A Reclassification. Studies in African Linguistics. 1977.
- Ludwig Gerhardt: Kainji and Platoid. In: Bendor-Samuel 1989.
- Chinyere Ohiri-Aniche: Language Diversification in the Akoko Area of Western Nigeria. In: Roger Blench und Matthew Spriggs: Language and Archaeology IV. Routledge, London 1999.